# NBC Universal
Az NBC (hivatalos neve: NBCUniversal, Inc., korábbi hivatalos neve: National Broadcasting Company, Inc.) egy amerikai televíziótársaság, egyike a három klasszikus nagy amerikai televíziótársaságnak (a másik kettő az ABC és az CBS). Székhelye a Rockefeller Center legmagasabb épületében, a 30 Rockefeller Plazában van, New Yorkban. Esetenként úgy is hivatkoznak rá mint „Páva Csatornára” (Peacock Network), mivel a társaság logója egy stilizált pávát formáz. Az NBCUniversal tulajdonosa a Comcast.

## Története

### Rádió
A National Broascasting Company (NBC) rádióhálózat 1926. november 25-én kezdte meg működését huszonnégy rádióállomás együttműködésében. Tulajdonosai: 50%-ban a Radio Corporation of America (RCA), 30%-ban a General Electric, és 20%-ban a Westinghouse Electric Corporation.

#### NBC Red & Blue
1927-ben az NBC megosztotta marketingstratégiáját és kétfelé bontotta a hálózatot. Az NBC Red (Piros) hálózat szórakoztató és zenei műsorokat sugárzott, míg az NBC Blue (Kék) főleg hír- és kulturális műsorokat adott.
Az NBC vált az elsődleges lakóvá az 1936-os vadonatúj Rockefeller Center épületegyüttesében. Itt kapott helyet a rádió műszaki bázisa, az RCA cég néhány részlege, és az RCA tulajdonában lévő RKO Pictures is.

#### NBC Blue-ból ABC
1934-es megalapítását követően, a Federal Communications Commission (Szövetségi Kommunikációs Bizottság, a továbbiakban: FCC) vizsgálni kezdte az iparágat és megállapította, hogy az NBC két hálózata uralja a hallgatói- és a reklámpiacot. 1939-ben az FCC utasította az RCA-t, hogy váljon meg az egyik hálózattól. Az RCA megtámadta a bíróság előtt a határozatot, de az Egyesült Államok Legfelsőbb Bíróságán elvesztette a pert. Az NBC Red és az NBC Blue hivatalosan is két külön céggé vált.
1943-ban az RCA 8 millió dollárért eladta az NBC Blue társaságot Edward J. Noble mágnásnak. Noble a frissen megvásárolt cég nevét "The Blue Network"-re változtatta, de ennél valami sokkal megjegyezhetőbbet akart. 1944-ben Noble megvásárolta az "American Broadcasting Company" nevet George Storertől. Az új nevet hivatalosan 1945. június 15-én jelentették be. Az NBC Red nevet ezután lerövidítették NBC-re.

#### A rádió aranykora
A rádió aranykora idején, 1930 és 1950 között, az NBC volt az amerikai rádió hálózatok csúcsa. Sok korabeli sztár, például Al Jolson, Bob Hope, Jack Benny, Edgar Bergen és Fred Allen, az NBC-t tekintette munkájának otthonául.
Ahogyan a televízió egyre nagyobb népszerűségre tett szert az 50-es években, ezek a sztárok is úgy váltottak az új médiumra.
Az NBC Radio utolsó nagy sikerű műsora az 1955-ben indított Monitor volt, amely egy egész hétvégén át tartó egyvelege volt a különböző zenei-, hír- és szórakoztató műsoroknak. Az akkorra már jól ismert TV-sztárok is feltűntek a műsorban. Jópár évig nagy sikerrel futott a műsor, az NBC Radio mégis nagyon vonakodva vett tudomást arról, hogy változtatnia kell a műsorstruktúráján. A Monitor egészen 1975-ig volt műsoron. Megszűnése után az NBC Radio gyakorlatilag semmilyen más műsort nem sugárzott a hír és a hírmagyarázó műsorokon kívül.
Miután a GE 1986-ban megvásárolta az NBC-t, úgy döntöttek, hogy a rádió nem fér bele a GE üzletpolitikájába, ezért az NBC Radiót eladták a Westwood One rádióhálózatnak, a saját tulajdonú helyi rádióadókat pedig különböző vevőknek.

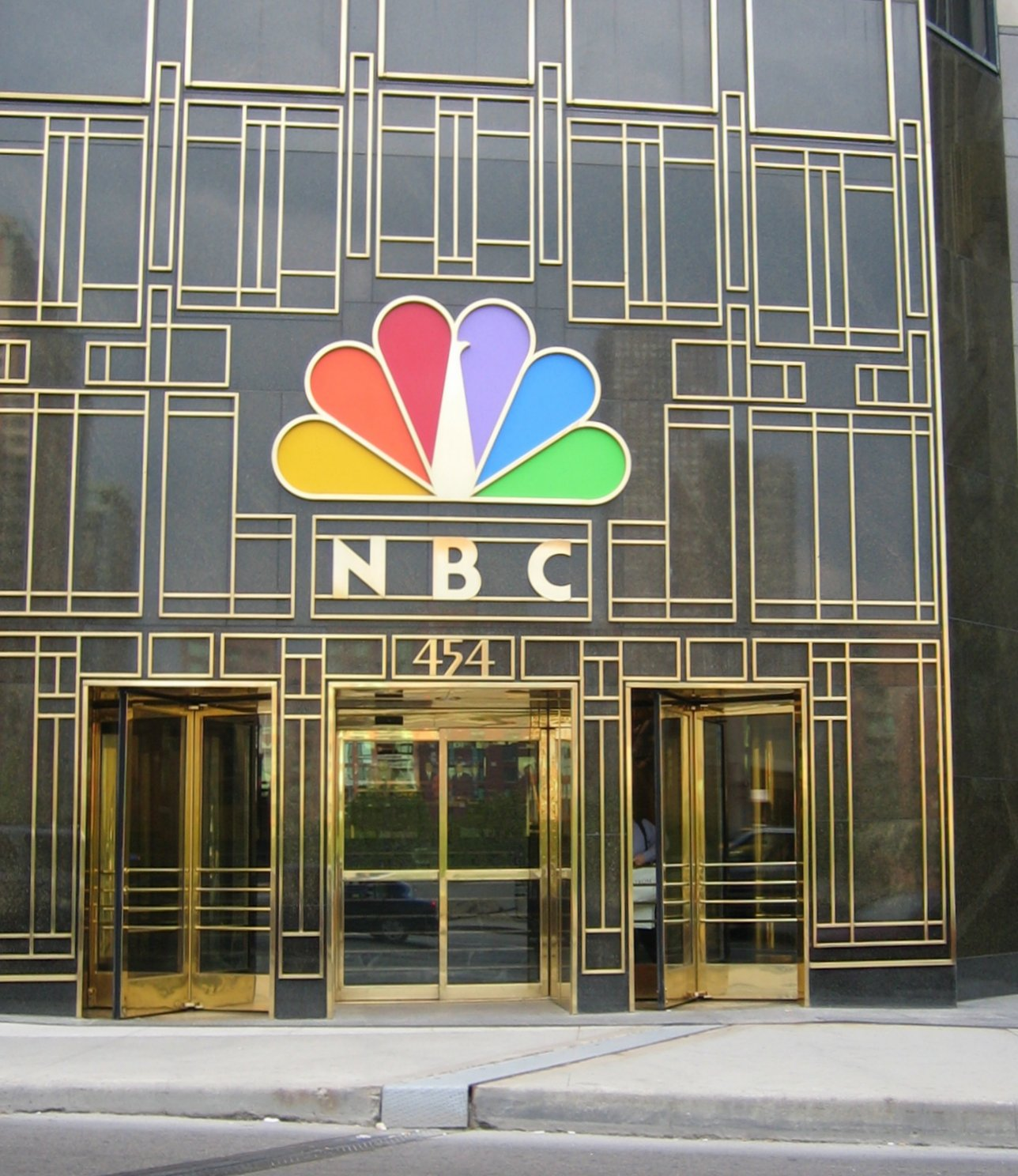
Az NBC logója a 30 Rockefeller Plaza bejárata felett

### Televízió

#### A kezdetek
Sok-sok éven keresztül az NBC-t David Sarnoff (1919-1970 között az RCA-t vezette) személyével azonosították, aki a csatornát hirdető hálózatnak használta, hogy így segítse az általa forgalmazott elektronikai eszközök eladását. Sarnoff gátlástalanul ellopta versenytársai újító ötleteit, és a perek ellen az RCA erejével védekezett a bíróságon. Az RCA és Sarnoff meghatározó szerepet játszott az FCC által 1938-ban felállított műsorszolgáltatási szabályok kialakításában. Sarnoff került a rivaldafénybe akkor is, amikor az 1939-40-es New York-i Világkiállításon bemutatta a televíziót a nagyközönség számára.

#### A Hálózat elnökei
A csatornának számos neves elnöke is volt az elmúlt évtizedekben, akik közül többen is hozzájárultak a hálózat sikeréhez és arculatának fejlődéséhez, valamint különböző időhosszig töltötték be eme tisztséget.Ezen személyek a következők:
Sylvester Weaver (1953-1955); Robert E. Kintner (1958-1965); Julian Goodman (1966-1977); Herb Schlosser (1974-1978); Fred Silverman (1978-1981); Brandon Tartikoff (1981-1991); Warren Littlefield(1991-1998); Scott Sassa (1998-1999); Garth Ancier (1999-2000); Jeff Zucker (2000-2004); Kevin Reilly (2004-2007); Ben Silverman (2007-2009); Jeff Gaspin (2009-2010); Robert Greenblatt (2011-máig).

#### Sylvester Weaver
Weaver-t az NBC 1949-ben vette fel, hogy segítsen a CBS elleni nézettségi harcban. Mialatt a csatornánál dolgozott, Weaver számos olyan eljárást és módszert vezetett be, amik később általánossá váltak a televíziós társaságnál;ő volt az, aki szokássá tette, hogy a csatorna saját gyártású műsorokat mutasson be és hogy legyen hirdetési idő a műsorszámok alatt.
Ezt megelőzően a reklámügynökségek nagyban hozzájárultak egy adott műsor fejlesztéséhez, de mivel a reklámidők, avagy a "kereskedelmi résidők" könnyebben eladhatóvá váltak, ezért a hirdető esetleges távozása egy adott produkcióból már nem feltétlenül volt fenyegető.
Weaver számos műsort tervezett a csatornának, mint például a Today (1952),a Tonight, Steve Allen műsorvezetésével 1954-ben (egyébként ez a műsor volt a legelső a Tonight Show-k történetében), a Home (1954),és a Wide Wide World (1955).
Sylvester Weaver eltökélten hitt abban, hogy a műsorok igenis lehetnek annyira tanító jellegűek, mint amennyire szórakoztatóak, és a megrendelt NBC műsoroknak tartalmazniuk kellene legalább egy kifinomult kulturális utalást, részletet.Erre remek példa a Sid Caesar és Imogene Coca által megformált szórakoztató sorozat,Your Show of Shows címmel, amelyben egy Giuseppe Verdi által készített opera részletét adták elő humoros stílusban.
Weaver nem volt a rádió adta lehetőségek ellen sem, sőt esélyt is adott 1955-ben.Ő segédkezett az NBC Monitor című rádióműsor fejlesztésében. Ez egy egész hétvégén át tartó magazin-stílusú műsor volt, melyben megtalálhatóak voltak többek között hírek, zenék, humoros műsorok, drámák és sport, valamint szintén reklámok és néhány a legemlékezetesebb nevekből az akkori szórakoztatás nagyjai közül. Ezen műsor egészen 1975-ig tartott (20 évvel Weaver távozása utánig).
Sylvester Weaver 1953-tól 1955-ig volt az NBC igazgatója. Nem sokkal a David Sarnoffal való vitákat követően távozott az igazgatói székböl. Sarnoff úgy vélte, hogy Weaver ötletei túl drágák a megvalósításhoz és túl igényesek a cég ízléseihez.
Az őt követő igazgatók szabványosították a hálózat programgyakorlatait, melyre már messze nem volt jellemző az az igényesség és kifinomultság, ami a Weaver-féle éveket jellemezte.

#### Színes televízió
Miközben a rivális CBS szintén előállt a saját színes műsorszolgáltatási megoldásával, az RCA meggyőzte az FCC-t, hogy az ő színes rendszere legyen az egyeduralkodó. Miután az FCC 1953-ban beadta a derekát, az NBC napokon belül megkezdte a színes adások sugárzását. 1956-ban az NBC bejelentette, hogy a chicagói NBC csatorna az első, amely legalább napi hat órában színes műsort sugároz, ezzel gyakorlatilag ők az első teljesen színesben sugárzó televízió csatorna Amerikában. Az első teljesen színesben sugárzott sorozat a Bonanza volt 1959-ben. 1961 és 1962 során az NBC bejelentette a "Color Weeks (Színes Hetek)" műsorstruktúráját, ami gyakorlatilag azt jelentette, hogy a hét folyamán a főműsoridőben csaknem teljes egészében színes adást sugároztak. Ezt az eseményt arra használta az RCA, hogy kiterjedt reklámkampányt folytasson az általa gyártott színes televíziók eladásának elősegítésére. 1963-ra az NBC műsora gyakorlatilag teljes egészében színesben volt fogható. A CBS csak 1965-re, míg az ABC csak 1966-ra érte el ezt a szintet.

#### A 70-es, 80-as és 90-es évek
A hetvenes és nyolcvanas évek során az NBC nézettsége folyamatosan csökkent. Főleg a CBS-szel szemben veszített hírnevéből. Fred Silverman, az NBC új programigazgatója több új sorozatnak adott zöld utat. Ezek közül a legtöbb nem ért meg egy évadnál többet. Talán a legrosszabb év az 1983-as volt, amikor az NBC kilenc új sorozatot indított, amelyből mind a kilencet még az évad vége előtt leállítottak.
1986-ban az RCA 6,4 milliárd dollárért eladta az NBC-t a General Electricnek.
Az 1980-as évek végén és az 1990-es évek során újból sikerült sikeres sorozatokat indítani, úgy mint a Cheers, Frasier, The Cosby Show, Seinfeld, a Vészhelyzet és a Jóbarátok. Ezek közül sok végzett a nézettségi listák első helyén az adott évben.

#### Az NBC a 21. században
Miután a Jóbarátok című sorozatot 2004-ben befejezte az NBC, ismét nehézségekkel találta szembe magát. Nem volt olyan műsor a tarsolyában, amely segítségével sikeresen felvehette volna a versenyt a rivális CBS CSI (CSI: A helyszínelők) sorozatával, a FOX American Idol (a Megasztár amerikai változata) show-műsorával vagy az ABC nagyon sikeres Lost – Eltűntek és a Született feleségek című sorozataival. Jelenleg az NBC a negyedik legnézettebb országos televíziócsatorna amerikában.
2004-ben a Vivendi Universal szórakoztatóipari részlege összeolvadt az National Broadcasting Companyval és ekkor változott meg a társaság neve NBC Universalra.
2004 és 2005 során az NBC volt az első hálózat, amely műsorait szélesvásznú formában kezdte el gyártani, ettől remélve nézettségnövekedést. Bár látható volt kis mértékű növekedés, de a szélesvásznú műsorok számára még nem érkezett el az idő.
2005 decemberében az NBC elindította az egész héten át tartó új játékműsorát a Deal or No Deal-t (az Áll az alku eredeti változata). A hét végére a műsor nagyon sikeresen zárt, ezért februárban egy újabb egy hetes sorozatot készítettek belőle, majd márciusban átálltak a heti kétszeri műsorfolyamra.

#### Európai adások (Super Channel, NBC Europe, CNBC)
1987-ben kezdte meg működését az Európában műholdon keresztül fogható, az Egyesült Királyságból sugárzott Super Channel, mely Magyarországon is nézhető volt a kábeltelevíziók kínálatában. 1993-ban a Super Channelt megvásárolta a General Electric, és a csatorna neve NBC Super Channelre változott. 1996-ban a csatorna neve ismét megváltozott, és NBC Europe név alatt sugárzott. Az NBC Europe műsorát Európában készítették, de közép-európai idő szerint este 11 után az amerikai gyártású The Tonight Show, Late Night with Conan O'Brien és a Saturday Night Live műsorok kerültek adásba. A legtöbb NBC hírműsor is megtalálható volt a kínálatban, úgy mint a Dateline NBC és az NBC Nightly News. Ez utóbbit élőben lehetett látni. 1998-ban az NBC Europe adása megszűnt.
A CNBC egy üzleti és pénzügyi hírekkel foglalkozó műholdas csatorna. Európai változata 1996 márciusában kezdte meg adását.

## Lefedettség
Egy 2003-as felmérés szerint az NBC televízió az amerikai háztartások 97,17%-ban vehető (103 624 370 háztartás). Az NBC tíz saját tulajdonú csatornát üzemeltet, és 197 helyi televízió csatornával áll szerződésben.
Az NBC saját tulajdonú és üzemeltetésű földfelszíni sugárzású televízió csatornái:
- KNBC (NBC4) – Los Angeles (Kalifornia) és környéke
- KNSD (NBC7/39) – San Diego (Kalifornia) és környéke (76%-ban az NBC, 24%-ban a LIN TV a tulajdonos)
- KNTV (NBC11) – San Francisco (Kalifornia) és környéke
- KXAS-TV (NBC5) – Fort Worth (Texas) és környéke (76%-ban az NBC, 24%-ban a LIN TV a tulajdonos)
- WCAU (NBC10) – Philadelphia (Pennsylvania) és környéke
- WMAQ-TV (NBC5 Chicago) – Chicago (Illinois) és környéke
- WNBC (NBC4, NewsChannel 4) – New York (New York) és környéke
- WRC-TV (NBC4, News4) – Washington, D.C. és környéke
- WTVJ (NBC6) – Miami (Florida) és környéke
- WVIT (NBC30) – New Haven (Connecticut) és környéke

## Az NBC Magyarországon is ismert produkciói

### Sorozatok
- Columbo
- Kaliforniába jöttem
- Lángoló Chicago
- Bűnös Chicago
- Jóbarátok
- Knight Rider
- Az elnök emberei
- Joey
- Vészhelyzet
- Harmadik műszak
- Star Trek
- Ed
- Hősök
- Chuck
- Rejtélyes vírusok nyomában
- Bostoni halottkémek aka. Nyughatatlan Jordan
- Las Vegas
- A nevem Earl
- Dokik
- JAG – Becsületbeli ügyek 1. évad
- A szupercsapat

### Kvízműsorok
- Áll az alku

## Külső hivatkozások
- Az NBC honlapja
- Az NBC televízió logói a kezdetektől, napjainkig